# Вальтер Ергардт
Вальтер Ергардт (нім. Walther Ehrhardt; 23 грудня 1919, Равенсбург — 3 березня 2011) — німецький офіцер-підводник, оберлейтенант-цур-зее крігсмаріне, капітан-лейтенант бундесмаріне.

## Біографія
1 жовтня 1938 року вступив на флот. З 1 травня 1940 року служив на лінкорі «Шарнгорст». З 1 травня по 23 жовтня 1943 року пройшов курс підводника, 24-31 жовтня — курс позиціонування (радіовимірювання), 1-30 листопада — курс командира підводного човна, з 1 грудня 1943 по січень 1944 року — тактичну підготовку в 27-й флотилії. З 4 квітня 19 44 по 5 травня 1945 року — командир підводного човна U-1016, одночасно в січні 1945 року виконував обов'язки командира U-637. В травні був взятий в полон британськими військами. 1 серпня 1945 року звільнений. В 1950-х роках вступив в бундесмаріне. З 15 серпня 1957 по  15 жовтня 1958 року — командир підводного човна U-Hai (колишнього U-2365).

## Звання
- Кандидат в офіцери (1 жовтня 1938)
- Морський кадет (1 липня 1939)
- Фенріх-цур-зее (1 грудня 1939)
- Оберфенріх-цур-зее (1 серпня 1940)
- Лейтенант-цур-зее (1 квітня 1941)
- Оберлейтенант-цур-зее (1 січня 1943)

## Нагороди
- Залізний хрест
  - 2-го класу (червень 1940)
  - 1-го класу (1942)
- Нагрудний знак флоту (28 січня 1942)